# Джайлз, Райан
Ра́йан Джайлз (англ. Ryan Giles; родился 26 января 2000, Телфорд) — английский футболист, выступающий на позициях крайнего защитника и вингера за клуб «Халл Сити», на правах аренды выступающий за «Мидлсбро». Воспитанник академии клуба «Вулверхэмптон Уондерерс».

## Клубная карьера
Уроженец Телфорда, Джайлз выступал за футбольную академию клуба «Вулверхэмптон Уондерерс» с восьмилетнего возраста, выиграв награду «Игрок года» Академии в сезоне 2017/18. В 2018 подписал четырехлетний контракт с клубом.
24 марта 2018 года он был отдан в аренду в клуб Телфорд Юнайтед в Северной Национальной лиге на оставшуюся часть сезона.
Он дебютировал за «Вулвз» 26 января 2019 года, в свой 19-й день рождения, в выездном матче четвертого раунда Кубка Англии против «Шрусбери Таун».
1 июля 2019 года Джайлз временно вернулся в Шропшир, перейдя в аренду в команду Лиги 1 «Шрусбери Таун» на весь сезон. 17 января 2020 года он был отозван «Вулвз» из-за травмы Рубена Винагре.
Джайлз вернулся в Лигу 1 в последний день января 2020 года, присоединившись к «Ковентри Сити» на правах аренды до конца сезона 2019/20. Сезон был сокращён из-за пандемии COVID-19, а «Ковентри» стали чемпионами.
25 января 2021 года он был отозван «Вулверхэмптоном» и на следующий день был отдан в аренду в «Ротерем Юнайтед» до конца сезона.
13 июля 2021 года было объявлено, что он подписал контракт на аренду в «Кардифф Сити» на сезон 2021/2022, но 3 января 2022 года Джайлз был отозван своим родным клубом и покинул Кардифф.
31 января 2022 года присоединился к команде Чемпионшипа «Блэкберн Роверс» на правах аренды на оставшуюся часть сезона 2021/2022.
23 июня 2022 года был отдан в аренду в «Мидлсбро» на весь сезон 2022/2023.
28 июля 2023 года дебютант Премьер-лиги «Лутон Таун» объявил о подписании Джайлза, воссоединив его с главным тренером Робом Эдвардсом, который дал Джайлзу возможность дебютировать на взрослом уровне во время его аренды в «Телфорд Юнайтед». Сообщалось, что стоимость трансфера составила около 5 миллионов фунтов стерлингов.
30 января 2024 года присоединился к клубу Чемпионшипа «Халл Сити» на правах шестимесячной аренды. Он дебютировал за клуб 3 февраля в домашней игре против «Миллуолла».

## Карьера в сборной
В августе 2019 года Джайлз получил свой первый вызов в сборную Англии на матчи среди команд до 20 лет против Нидерландов и Швейцарии. Он дебютировал 5 сентября в матче с голландцами.